# Ле-Меній-Сен-Жан
Ле-Меній-Сен-Жан (фр. Le Mesnil-Saint-Jean) — муніципалітет у Франції, у регіоні Верхня Нормандія, департамент Ер. Ле-Меній-Сен-Жан утворено 1 січня 2019 року шляхом злиття муніципалітетів Сен-Жорж-дю-Меній i Сен-Жан-де-ла-Лекре. Адміністративним центром муніципалітету є Сен-Жорж-дю-Меній. Населення — 184 особи (01.01.2021).